# Aloe leandrii
Aloe leandrii ist eine Pflanzenart der Gattung der Aloen in der Unterfamilie der Affodillgewächse (Asphodeloideae). Das Artepitheton leandrii ehrt den französischen Botaniker Jacques Désiré Leandri (1903–1982).

## Beschreibung

### Vegetative Merkmale
Aloe leandrii wächst stammlos oder kurz stammbildend, ist einfach oder verzweigt von der Basis aus. Die 8 bis 15 schmal lanzettlichen oder linealischen Laubblätter bilden eine Rosette. Die leuchtend grüne Blattspreite ist 14 bis 15 Zentimeter lang und 1 bis 2 Zentimeter breit. Die steifen Zähne am Blattrand sind 1 bis 1,5 Millimeter lang und stehen 3,5 bis 8 Millimeter voneinander entfernt.

### Blütenstände und Blüten
Der einfache Blütenstand erreicht eine Länge von 70 bis 85 Zentimeter. Die lockeren, zylindrischen Trauben sind 5 bis 20 Zentimeter lang. Die eiförmigen oder länglichen Brakteen weisen eine Länge von 5 bis 7 Millimeter auf. Die gelben Blüten stehen an 15 bis 25 Millimeter langen Blütenstielen. Sie sind 25 bis 27 Millimeter lang und an ihrer Basis gerundet. Oberhalb des Fruchtknotens sind die Blüten leicht verengt. Ihre äußeren Perigonblätter sind auf einer Länge von 8 bis 9 Millimetern nicht miteinander verwachsen. Die Staubblätter und der Griffel ragen nicht aus der Blüte heraus.

## Systematik und Verbreitung
Aloe leandrii ist auf Madagaskar in der Provinz Antananarivo auf Quarzsand an Waldrändern in Höhen von 900 bis 1000 Metern verbreitet. Die Art ist nur aus dem Gebiet des Typusfundortes bekannt.
Die Erstbeschreibung durch Jean Marie Bosser wurde 1968 veröffentlicht.

## Nachweise